# Pedro Paulo Scheunemann
Pedro Paulo Scheunemann (Rio Grande, 26 de dezembro de 1890 —  ?) foi um engenheiro brasileiro.
Formou-se em engenharia civil em 1917 e dois anos depois passou a trabalhar na Secretária de Obras como fiscal do Estado. Fiscalizou o projeto da Escola de Medicina Livre de Porto Alegre era originalmente de Theodor Wiederspahn, cuja obra havia iniciado em 1912 mas havia sido interrompida em 1914, por conta da eclosão da Primeira Guerra Mundial. Foi encarregado do reprojeto da obra, cujos trabalhos foram retomados em 1919, durando até 1924.
Foi indicado por Borges de Medeiros como prefeito de Cruz Alta, pelo PRR, porém por falta de habilidades políticas foi obrigado a abandonar o cargo.